# Marek Cichucki
Marek Cichucki (ur. 22 września 1961 w Suwałkach) – polski aktor teatralny i filmowy.

## Życiorys
W 1985 roku ukończył studia na Wydziale Aktorskim PWSFTviT w Łodzi. 
W latach 1996/97 odbył staż na Wydziale Teatru Niewerbalnego w Akademii Sztuk w Pradze. 
Od 2013 roku jest nauczycielem kontraktowym. Również od 2013 roku jest trenerem programu Odyseja Umysłu.
Od 2016 roku jest trenerem dramy stosowanej I stopnia. 
W 2016 roku ukończył Studia Podyplomowe - Coaching i mentoring organizacyjny  na Wydziale Ekonomiczno-Socjologicznym Uniwersytetu Łódzkiego. 
W 2018 roku ukończył Studia Podyplomowe - Zarządzanie Kulturą, na Wydziale Filologicznym Uniwersytetu Łódzkiego. 
W 2019 roku ukończył Studia Podyplomowe - Master of Business Administration w Wyższej Szkole Ekonomicznej w Białymstoku. 
Jego debiut teatralny miał jednak miejsce już w trakcie studiów - 18 grudnia 1983 roku. Występował w następujących teatrach:
- Teatr Studyjny '83 w Łodzi
- Teatr Nowy w Łodzi
- Zespół Janusza Wiśniewskiego przy Centrum Sztuki Studio w Warszawie
- Teatr Studio Buffo w Warszawie
- Teatr na Woli w Warszawie
- Teatr Rozmaitości w Warszawie
- Teatr NovoGOfronta w Pradze
- Teatr Formalny w St. Petersburgu
- Teatr Nowy w Łodzi
- Teatr im. Stefana Jaracza w Łodzi
- Teatr Śląski im. St. Witkiewicza w Katowicach
- Teatr Nowy im. Kazimierza Dejmka w Łodzi

Marek Cichucki obecnie jest aktorem Teatru Dramatycznego im. Aleksandra Węgierki w Białymstoku.

## Filmografia
- 1985: Spowiedź dziecięcia wieku − Oktaw de Vergenes
- 1987: Pantarej − narkoman Volvo
- 1988: Pomiędzy wilki − kelner w kantynie
- 1989: Gorzka miłość (serial) − Kazio podglądający kąpiącą się nagą Hannę (odc. 1)
- 1989: Gorzka miłość − Kazio podglądający kąpiącą się nagą Hannę
- 1991: Pogranicze w ogniu − Michałek Kamiński "Drągal"
- 1991: Dziecko szczęścia − Wacek
- 1992: Wielka wsypa − więzień zamawiający "O dwóch takich, co ukradli księżyc"
- 1992: Aby do świtu... − starszy posterunkowy Władek (odc. 3, 10 i 12)
- 1993: Żywot człowieka rozbrojonego
- 1993: Samowolka − Wojtek
- 1993: Kuchnia polska − wopista (odc. 5)
- 1993: Kraj świata − mężczyzna stający w kolejce po paszport
- 1993: Człowiek z...
- 1995: Doktor Semmelweis − student Kleina
- 1995: Awantura o Basię − Michaś, służący Olszowskiego
- 1996: Awantura o Basię (serial) − Michaś, służący Olszowskiego
- 1996: Tajemnica Sagali − myśliwy w Biskupinie (odc. 4 i 5)
- 1996: Maszyna zmian. Nowe przygody − świadek na ślubie Anny i Filipa (odc. 1)
- 1997: Księga wielkich życzeń − Marek, chłopak Zuzanny
- 1997-2012: Klan − lekarz-psychiatra
- 1997: Boża podszewka − Bogdan Jurewicz, brat Marysi
- 1999: Ogniem i mieczem − Krzysztof Wierszułł
- 2000: Ogniem i mieczem (serial) − Krzysztof Wierszułł
- 2001: Reich − Jogi, człowiek Wieśka
- 2002: Sfora − zagłuszający podsłuch policji na spotkaniu Starewicza z "Twardym" (odc. 1)
- 2002: Kariera Nikosia Dyzmy − pan Kazio, kierowca Nikosia
- 2003: Stara baśń. Kiedy słońce było bogiem − jeździec Zwiastun
- 2004: Stara baśń − jeździec Zwiastun
- 2004-2005: Oficer − pułkownik Wagner
- 2005: Plebania − pracownik gminy (odc. 630)
- 2005: Kryminalni − Okoń (odc. 29)
- 2005: Boża podszewka II − Bogdan Jurewicz, brat Marysi
- 2006: Na dobre i na złe − ojciec kolegi Adama Jaskólskiego (odc. 246)
- 2007: U Pana Boga w ogródku − strażak
- 2007: U Pana Boga w ogródku (serial) − strażak (odc. 1 i 8)
- 2007: Odwróceni − inżynier Nowak (odc. 9 i 10)
- 2008: Agentki − Grzegorz Myciński, współwłaściciel "Kazamatów" (odc. 4)
- 2009: Czas honoru − Wende, szef Nowotnika (odc. 18, 23 i 26)
- 2010: Wenecja − rotmistrz
- 2011: Komisarz Alex − negocjator (odc. 4)
- 2012: Paradoks − "szpion" (odc. 2)
- 2014: Prawo Agaty − Woliński (odc. 60 i 61)

## Dubbing
- 1995: Goofy na wakacjach − turysta

## Teatr telewizji
Wystąpił w kilku spektaklach Teatru telewizji. Zagrał m.in. rolę Jędrzeja w spektaklu "Bajka o bardzo lekkim chlebie" (1997r.).

## Nagrody i odznaczenia
- Wyróżnienie podczas XLIV Kaliskich Spotkaniach Teatralnych za rolę Świerszcza w przedstawieniu "Historia o Miłosiernej czyli testament psa" (2004r.)
- Grand Prix VIII Ogólnopolskiego Przeglądu Monodramu Współczesnego w Warszawie za spektakl "Belfer" (2010r.).
- Laureat Festiwalu Monodramu "Monoblok" w Gdańsku za spektakl "Belfer" - Nagroda Prezydenta Miasta Gdańska (2010r.)
- Nagroda na 15 Ogólnopolskim Konkursie Interpretacji Dzieł Stanisława Ignacego Witkiewicza "Witkacy pod Strzechy" za Interaktywny Kabaret "Poza rzeczy wistością"